# Bahkauv

Das Bahkauv als Brunnenfigur am alten Bahkauvbrunnen aus dem Jahr 1904

Das Bahkauv (aus Bachkalb, auch Badekalb, mundartlich auch Bakauf, Baakauf, Bahkauf oder Bakauv) ist ein Fabelwesen aus Aachen. An das Fabelwesen erinnert der Bahkauvbrunnen am Büchel.

## Sage

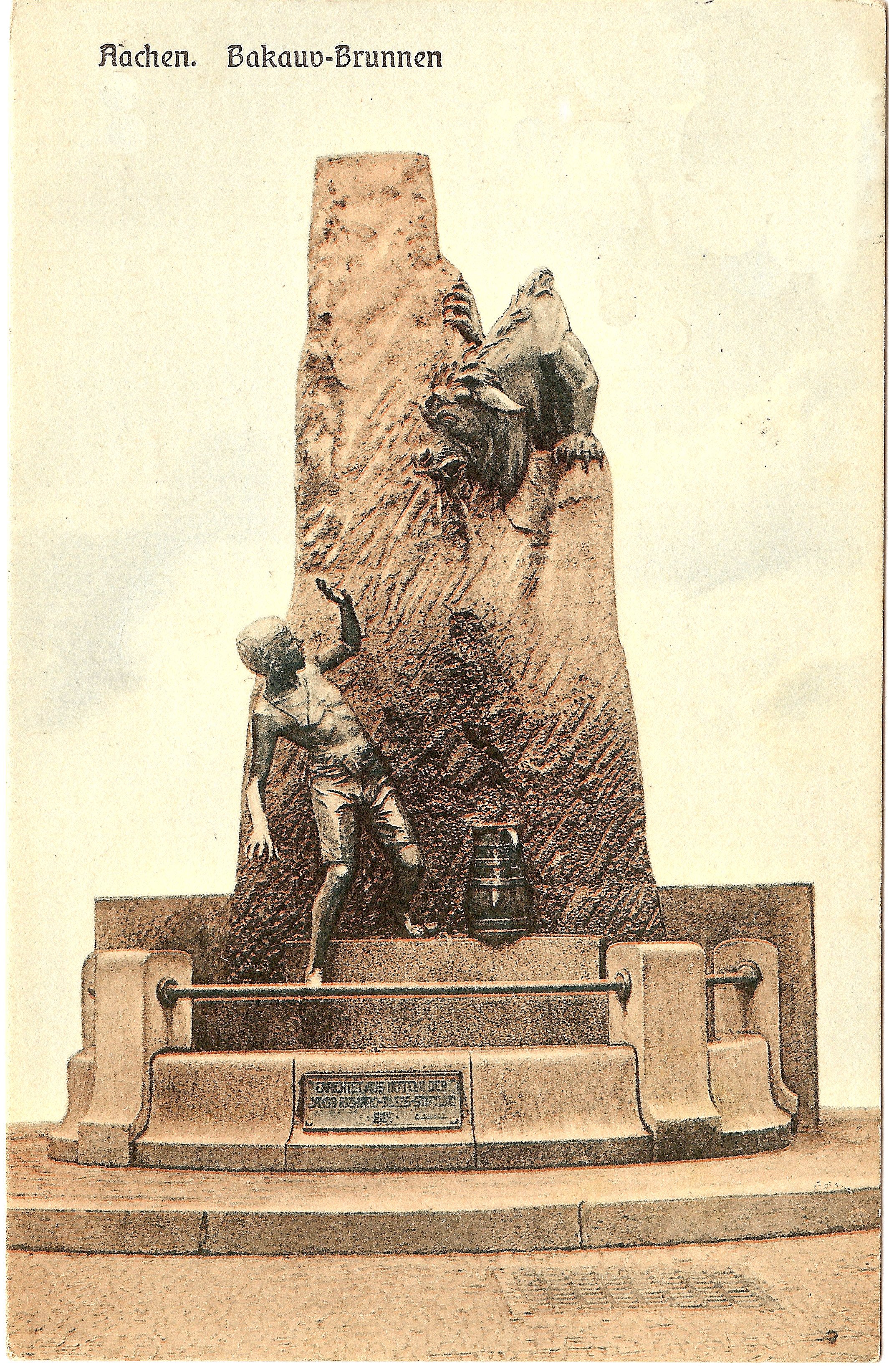
Alter Bahkauvbrunnen von 1904

Die Bahkauvsage ist eine der Aachener Sagen und Legenden. Nach dieser Sage hauste das Bahkauv in dem Abwasserkanal der Thermalquellen am Büchel, dem so genannten Kolbert. Seine Gestalt glich einem großen Kalb mit einem zottigen Fell. Im Maul hatte es scharfe Zähne, und seine klobigen Augen leuchteten im Dunkeln. Seine Pfoten sahen aus wie Bärentatzen mit scharfen Krallen, und sein Schweif war geschuppt und schleppte auf der Erde nach. Das Bahkauv trug an Hals und Beinen Ketten, die rasselten, wenn es sich bewegte.
Tagsüber hörte man zwar am Kolbert Kettengerassel aus der Tiefe, das Bahkauv kam aber nicht herauf. Nachts dagegen fiel es Nachtschwärmer an, besonders solche, die betrunken auf dem Heimweg waren. Es sprang auf sie auf und ließ sich auf ihren Schultern bis zu ihrem Zuhause tragen. Es abzuschütteln war nicht möglich. Dass das Bahkauv ein Teufelsvieh war, erkannte man daran, dass es sich schwerer machte, wenn sein Träger betete, und dass es sich leichter machte, wenn er fluchte. Hatte der Träger sein Zuhause erreicht, sprang das Bahkauv ab und suchte sich sein nächstes Opfer.
Das Bahkauv hat aber nie jemanden umgebracht und auch Frauen und Kinder nie belästigt. Nach der Überwölbung und Bebauung des Kolbert wurde das Bahkauv nicht mehr gesehen.

## Überlieferung
Die Sage wurde zunächst mündlich überliefert. Schriftlich fixiert ist sie unter anderem in folgenden Sammlungen:
- Joseph Müller: Aachens Sagen und Legenden, 1858[4]
- Johann Georg Theodor Grässe: Sagenbuch des Preußischen Staates, Band 2, Glogau 1871[5]

## Varianten
Einer angeblich aus dem 17. Jahrhundert stammenden Sagenvariante zufolge soll das Bahkauv irgendwann einmal als ein Straßenräuber in Verkleidung enttarnt worden sein. Als das Untier einmal versehentlich einen kräftigen Schmied anfiel, schleuderte dieser es zu Boden und verprügelte es, bis aus dem Kostüm ein vor Schmerzen jammernder Torwächter kroch, der seine berufliche Stellung dazu genutzt hatte, in der Nacht unerkannt und ohne Verdacht zu erregen betrunkene Passanten auszurauben. Angeblich ist dieses Ereignis in den Stadtchroniken vermerkt, doch findet sich die Stelle nirgends. Die Geschichte vom Bahkauv ist in dieser Variante mit einer im Rheinland weit verbreiteten Wandersage verschmolzen, nach welcher ein beherzter Bauer oder Schmied das aufhockende Ungeheuer (etwa den Hackestüpp in Düren-Merzenich oder Sürthgens Mossel in Bergstein) als einen gewöhnlichen Straßenräuber enttarnt.
Angeblich soll auch Pippin der Jüngere, der Vater Karls des Großen, gegen das Bahkauv gekämpft und es an einem Morgen an einer dampfenden Quelle mit einem Schwerthieb getötet haben. Diese Behauptung findet sich seit dem 19. Jahrhundert mit schöner Regelmäßigkeit in den Aachener Sagensammlungen und könnte eine Erfindung von lokalpatriotischen Heimatdichtern aus Aachen sein, die angesichts der vielen spukenden Kälber in den verschiedenen Teilen des Rheinlandes und Siegerlandes darum bemüht waren, dieses Untier speziell für ihre Stadt in Beschlag zu nehmen und der Sage eine unzulässige historische Tiefe zu verleihen.
Nicht ganz ausgeschlossen werden muss, dass diese Geschichte auf einer tatsächlichen Beobachtung basiert, wie sie auch heute noch an anderen Thermalquellen dieser Art zu finden ist. Da die Thermalquellen zu der damaligen Zeit am Büchel frei ausflossen und je nach Bedarf unterdrückt, d. h. verstopft wurden, bildete sich im stehenden warmen Wasser eine Algenblüte, ein gelbbrauner bis roter Film aus Algen und Cyanobakterien. Beim erneuten Öffnen der Quelle ergoss sich der rotbraune Algenschleim vermutlich auch in den Abwasserkanal, den Kolbert, was zu einer großen Verwunderung und Verstörung der Bevölkerung führen musste. Die Assoziation mit „schleimigem Blut“, das sich beim Töten des Untieres durch die Straßen ergossen haben soll, könnte auf diesen Algenfilm zurückzuführen sein.

## Zusammenhang

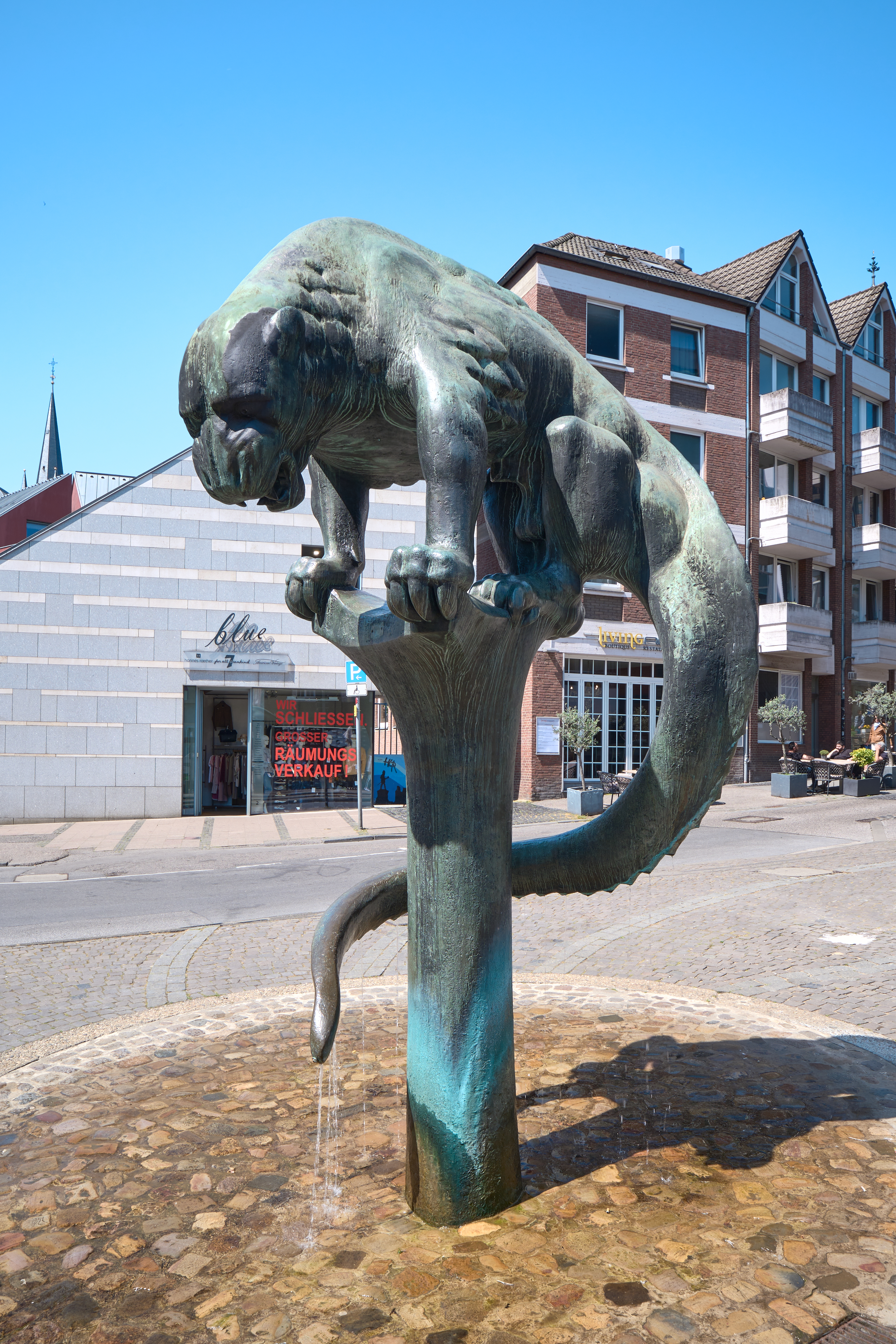
Neuer Bahkauvbrunnen von 1967

Im Rheinland gibt es zahlreiche Sagen über dämonische Wesen, die in der Nacht an einem Bach hocken, einsamen oder betrunkenen Wanderern auflauern und ihnen auf den Rücken springen. In der Gegend um Aachen und Düren sind dies vornehmlich zwei Unholde, einmal der Werwolf, der hier Stüpp heißt, und eben das Kalb. Insgesamt gehören der Bachstüpp und das Bachkalb – im Grenzgebiet zu den Niederlanden auch Grachtkalb genannt – zur Klasse der unter dem Namen Aufhocker bekannten Spuk- und Plagewesen.
In vielen Orten Rheinhessens, des Rheingaus und weiteren Teilen Südwestdeutschlands existiert als Sagengestalt das Muhkalb, das teils ähnliche Züge aufweist wie das Bahkauv.

## Künstlerische Weiterverarbeitung
Die Sage bildete die Grundlage für den 1904 am Büchel errichteten alten Bahkauvbrunnen. Nach der Zerstörung der Brunnenfigur des Bahkauv im Rahmen der Metallspende wurde 1967 auf dem Büchel ein neuer Bahkauvbrunnen errichtet.
In seinem Historienroman Das Untier von Aachen adaptiert der Schriftsteller Günter Krieger das Thema mit der Sagenvariante aus dem 17. Jahrhundert.